# Kim Braun
Kim Braun (født 6. februar 1997 i Eupen, Belgien) er en tysk håndboldspiller, der spiller i SG BBM Bietigheim og Tysklands kvindehåndboldlandshold, som venstre fløj. Hun er født og opvokset i Belgien.
Hun fik debut på det tyske A-landshold den 22. marts 2019, mod Holland.